# 山水駅
山水駅（サンスえき、朝鮮語: 산수역）は、朝鮮民主主義人民共和国の黄海南道クァイル郡の駅で、殷栗線に属する。 

## 隣の駅
殷栗線
松禾駅 - 山水駅 - クァイル駅